# Jacques Poos
Jacques Poos (n. 3 iunie 1935, Lëtzebuerg, Luxemburg – d. 19 februarie 2022) a fost un om politic luxemburghez, membru al Parlamentului European în perioada 1999-2004 din partea Luxemburgului.